# 韋思 (密蘇里州)
韋思（英語：Wyeth）是位於美國密蘇里州安德魯縣的非建制地區。

## 歷史
韋思的郵局於1904年設立，其後於1905年停運。

## 地理
韋思所處的海拔為高於海平面286米（即938英呎），而該地所採用的時區為UTC-6，即北美中部時區（CST）。同時該地設有夏令時間，為UTC-6調快一小時，即UTC-5（CDT）。